# 석관중학교
석관중학교는 대한민국 서울특별시 성북구에 있는 공립중학교이다. 1982년 12월 9일 설립인가를 받아 1983년 3월 4일 17학급으로 편성되어 개교하였다. 1996년 3월 1일 서울특별시교육청지정 문화예술 시범학교로, 1997년 3월 1일 평생교육 시범학교로, 2000년 3월 1일 가정.기술과 수업방법개선 선도학교로 지정되었으며 2000년 12월 29일 교육정보화 우수교 및 2000년 12월 31일 특기적성교육 우수교로, 2001년 12월 31일 봉사활동 우수교로 교육감상을 받았다. 2003년 3월 1일 ICT활용 체육 선도학교로 지정되었으며 2005년 12월 31일 교육과정 우수교로 교육인적자원부장관상을 수상하였다. 교훈은 '정성을 다하고 서로 도우며 나날을 새롭게'이며 교목은 은행나무, 교화는 국화이다.
"Pride 석관" 가능성 그래도 우리는 한다.
학교 운동부로는 축구부가 있으며 꾸준한 성적과 우수한 선수들을 배출하는
축구 명문학교이다.
| 주소     | 서울특별시 성북구 한천로 526 (석관동.석관중학교) |
| 전화번호 | 02-962-2276                                      |
| 팩스번호 | 02-967-2057                                      |

## 학교 연혁
- 1982년 12월 9일 : 석관중학교 설립 인가
- 1983년 3월 1일 : 초대 권재중 교장 취임
- 1983년 3월 4일 : 제1회 입학식(17학급)
- 1983년 3월 20일 : 본관 24개 교실 신축(4층)
- 1983년 5월 4일 : 개교식
- 1983년 9월 29일 : 본관 16개 교실 증축(4층)
- 1984년 12월 24일 : 후관 20개 교실 증축(4층)
- 1991년 3월 2일 축구부 창단
- 1998년 3월 1일 : 교육부 지정 과학교육 연구시범학교 운영(2년)
- 2013년 9월 17일 : 자기주도학습실 조성(도담실)
- 2022년 2월 4일 : 제37회 졸업식(7학급 184명, 총 졸업생수 18,851명)
- 2022년 12월 28일 : 제38회 졸업식(7학급 189명)
- 2023년 3월 1일 : 제16대 이병일 교장 취임
- 2023년 3월 2일 : 제41회 입학식(7학급 168명)

[축구부 수상내역]
| 리그/대회명                                                            | 기간                    | 수상내역       |
| ---------------------------------------------------------------------- | ----------------------- | -------------- |
| [고학년] 2023 금강대기 전국 중학교 축구대회                            | 2023-07-24 ~ 2023-08-06 | 우승           |
| [서울남부] 2023 전국 중등 축구리그                                     | 2023-04-01 ~ 2023-10-08 | 3위            |
| [U15] 제24회 탐라기 전국중학교 축구대회                                | 2023-02-07 ~ 2023-02-18 | 16강           |
| [U14] 2023년 탐라기 중등 U14 유스컵                                    | 2023-02-07 ~ 2023-02-18 | 4강(공동3위)   |
| 2022 서울특별시축구협회장배 축구대회 [중등부]                          | 2022-11-30 ~ 2022-12-09 | 4강(공동3위)   |
| [저학년] 2022 춘계 전국 중등축구대회(울진군)                           | 2022-02-07 ~ 2022-02-20 | 우승           |
| 2022 춘계 전국 중등축구대회(울진군)                                    | 2022-02-07 ~ 2022-02-19 | 16강           |
| 제22회 탐라기 전국 중학교축구대회                                      | 2021-07-24 ~ 2021-08-02 | 4강(공동3위)   |
| 2019 전국 중등 축구리그                                                | 2019-04-26 ~ 2019-11-06 | 우승           |
| 2014 금석배 전국 중학생 축구대회                                       | 2014-02-14 ~ 2014-02-25 | 16강           |
| 2013 전국 중등 축구리그                                                | 2013-03-01 ~ 2013-10-01 | 3위            |
| 제14회 탐라기 전국 중학교 축구대회                                     | 2013-02-15 ~ 2013-02-24 | 16강           |
| 2011 전국 중등 축구리그                                                | 2011-04-02 ~ 2011-10-01 | 3위            |
| 2010 중등부 전국축구리그                                               | 2010-03-06 ~ 2010-10-02 | 페어플레이팀상 |
| 제10회 탐라기 전국 중학교 축구대회                                     | 2009-07-23 ~ 2009-08-02 | 16강           |
| 제7회 대구시장기전국중학교축구대회                                     | 2006-07-20 ~ 2006-07-31 | 16강           |
| 제15회 금석배 전국 중학생 축구대회                                     | 2006-05-09 ~ 2006-05-20 | 16강           |
| 제6회 탐라기 전국 중학교 축구대회                                      | 2005-08-17 ~ 2005-08-27 | 16강           |
| 제32회 대축회장배전국중.고축구대회                                     | 2005-07-14 ~ 2005-07-24 | 8강            |
| 제6회 오룡기전국중등축구대회                                           | 2005-04-06 ~ 2005-04-15 | 16강           |
| 제9회 금강대기 전국중,고축구대회                                       | 2004-05-13 ~ 2004-05-21 | 8강            |
| 제8회 금강대기 전국중,고축구대회                                       | 2003-05-13 ~ 2003-05-21 | 8강            |
| 제3회 오룡기 전국중등축구대회                                          | 2002-07-12 ~ 2002-07-21 | 16강           |
| 제11회 금석배 전국학생축구대회                                         | 2002-05-08 ~ 2002-05-19 | 16강           |
| 제56회 전국 남여 중등 축구선수권대회                                   | 2001-09-20 ~ 2001-09-27 | 16강           |
| 제37회 추계 한국남여 중,고축구연맹전                                   | 2001-09-08 ~ 2001-09-18 | 16강           |
| 제2회 오룡기 전국중등축구대회                                          | 2001-04-06 ~ 2001-04-14 | 16강           |
| 제8회 금석배 전국 학생축구대회                                         | 1999-06-23 ~ 1999-06-30 | 16강           |
| 제33회 한국춘계 중,고축구연맹전 겸 제16회 KBS배 전국춘계 중,고축구대회 | 1997-03-07 ~ 1997-03-15 | 16강           |

## 참고 자료
- 석관중학교 - 한국교육학술정보원 학교알리미